# 里奇巴克
里奇巴克（Ridgeback Biotherapeutics）是一家总部位于美國迈阿密的生物技术公司，主要参与开发2019冠状病毒病疫情药物。
里奇巴克由对冲基金经理兼医生Wayne Holman（前SAC Capital Advisors  ）和他的妻子Wendy Holman拥有。 Wendy是该公司的首席执行官，该公司称自己为女性拥有的企业。
2020年初，里奇巴克从埃默里大學购买了莫納皮拉韋商业开发的独家许可，该药物最初是由包括國家衛生院在内的美國联邦机构提供的1600万美元开发的。該交易的条款没有披露。瑞克·布萊特表示，里奇巴克曾經游说政府提供数百万美元的资金来帮助开发莫納皮拉韋。
默克藥廠与里奇巴克合作進行莫納皮拉韋人体临床试验。里奇巴克还开发了许多其他药物，例如针对埃博拉病毒的单克隆抗体Ansuvimab。       